# Wheel of Sheffield
A Wheel of Sheffield egy 60 méter magas óriáskerék, mely 2010 októberéig Sheffield (Anglia) Fargate nevű sétálóutca és bevásárló centrumában állt, majd egyes források szerint lebontották és a Hyde Parkba került.

## Története
Az óriáskerék 2009. július 20-án kezdte meg működését, működtetője a World Tourist Attractions. A kezdeti tervek szerint 2010. januárig maradt volna a helyszínen, azonban a WTA további egy évre engedélyt kapott a várostól az óriáskerék üzemeltetésére, 2011 januárjáig. A dátumot végül is előre hozták 2010 októberére, amikor a WTA úgy döntött, hogy lebontják a kereket és a londoni Hyde Parkban állítják össze újra. 2010. október 31-én a kereket be is zárták és november 20-ára lebontották.
A Wheel of Sheffieldnek 42 zárt, légkondicionált kapszulája van, köztük egy VIP kapszula üvegpadlóval, DVD-vel, pezsgővel. A kapszulák egyenként nyolc személy befogadására képesek.